# Happy Meal

Il logo dell'Happy Meal utilizzato in Gran Bretagna e Stati Uniti

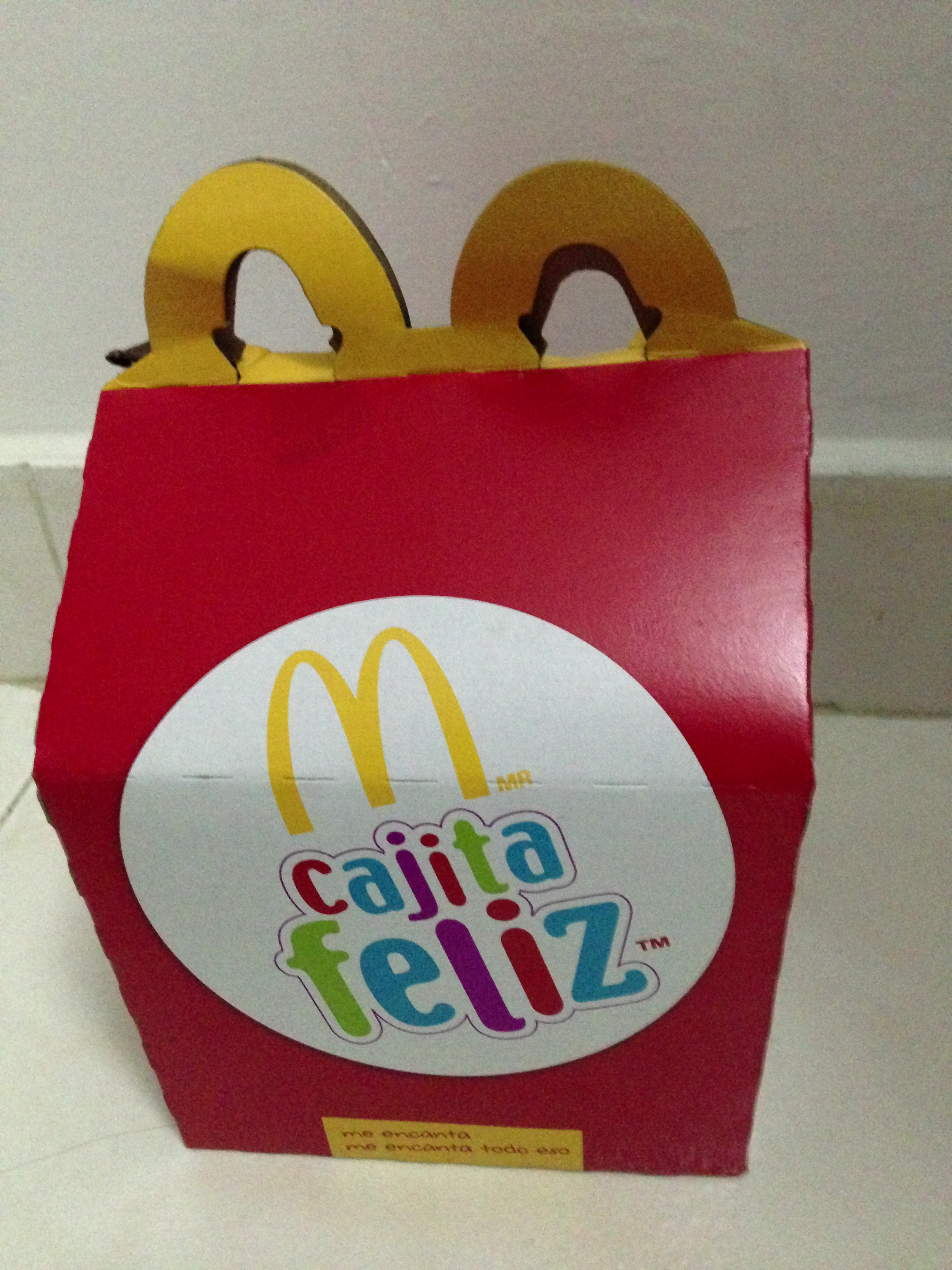
Una scatola Happy Meal dell'America Latina

L'Happy Meal è un pasto specificatamente creato per i bambini e venduto presso le catene di fast food McDonald's sin dal 1977. Di solito l'Happy Meal è venduto all'interno di una scatola di cartone e a ogni pasto viene abbinato un giocattolo a sorpresa o un libro.

## Storia

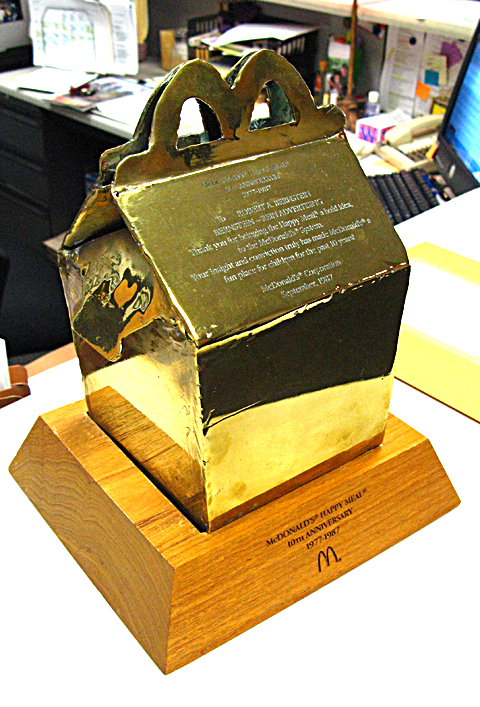
Il riconoscimento ricevuto da Robert Bernstein nel 1987

A metà degli anni settanta, la guatemalteca Yolanda Fernández de Cofiño, dipendente insieme al marito in uno dei ristoranti McDonald's del Guatemala, creò il "Menú Ronald", un menu che offriva un hamburger, piccole patate fritte e una piccola coppa di gelato per aiutare le madri a nutrire i loro figli in modo più efficace. L'idea venne portata poi all'attenzione della direzione di McDonald's a Chicago, che la passò in lavorazione a Robert Bernstein, che darà vita poi al famoso "Happy Meal" nel 1977. Prendendo come esempio suo figlio e analizzando il suo comportamento, Bernstein capì la necessità dei bambini di avere un loro menu a parte rispetto a quello degli adulti e che la scatola era un elemento importante, proprio perché notò che suo figlio la mattina leggeva le confezioni di cartone di cereali. Su consiglio di Bernstein, il suo team realizzò una scatola a forma di cestino per il pranzo con al posto delle maniglie gli "Archi dorati del McDonald's" (in inglese McDonald’s Golden Arches) e ai lati alcuni disegni fatti dagli illustratori per bambini statunitensi. All'interno della scatola ci sarebbe un hamburger, patate fritte, dei biscotti, un regalo a sorpresa e una bevanda.
Il prodotto finale quindi fu introdotto con successo nel mercato con spot televisivi e radiofonici e manifesti nei negozi nel mercato di Kansas City nell'ottobre del 1977. Altri mercati seguirono l'idea fino a quando McDonald's lo introdusse in tutti gli Stati Uniti nel 1979. Nel settembre del 1987 all'annuale incontro di marketing di McDonald's, Bernstein è stato ringraziato per la sua realizzazione con una replica dorata a grandezza naturale della scatola di cartone degli Happy Meal con la seguente iscrizione:

## Descrizione

### Composizione
L'Happy Meal contiene tre o quattro prodotti, uno principale (un hamburger, cheeseburger o una piccola porzione di Chicken McNuggets), uno secondario (patate fritte, verdure, frutti o yogurt), una bevanda (latte, succo o una bibita) ed eventualmente un dolce. La scelta degli articoli cambia a seconda dello Stato e può dipendere dalle dimensioni del ristorante. In alcuni Paesi, le scelte sono state ampliate per includere diversi cibi, come il "Fry Kid", un panino al formaggio alla griglia, o delle opzioni salutari.
In Italia nel menù sono inclusi, a scelta:
- un hamburger, una porzione di Chicken McNuggets da quattro pezzi, un McToast, un Chickenburger;
- una bevanda;
- una confezione di patate fritte o di carotine;
- un dessert a scelta tra: stick di Parmigiano Reggiano, Actimel Kids o frutta di stagione.

In Australia la scelta del menù Happy Meal si è espansa per includere opzioni più "salutari" come insalate, pasta o altro, oltre a sostituire la bevanda con un succo di frutta e le patatine fritte con della frutta. Tale possibilità è presto stata adottata anche nel Regno Unito, in Canada ed altri paesi.
Nel luglio 2011, McDonald's ha annunciato i piani per rendere Happy Meal più salutare, inserendo nel menu la scelta di mela e riducendo la grandezza della porzione di patate fritte. Il 4 febbraio 2013, la società ha annunciato che il Fish McBites (un panino fatto con pollock d'Alaska fritto, lo stesso pesce utilizzato nel Filet-O-Fish) sarebbe stato aggiunto fino a marzo dello stesso anno, rispettando quindi con i giorni di Quaresima.

### Sponsorizzazioni
Spesso l'Happy Meal viene utilizzato per promuovere un film o una serie televisiva per bambini e famiglie. La prima di queste sponsorizzazioni fu lo "Star Trek Meal", in occasione dell'uscita di Star Trek nel dicembre 1979. La confezione utilizzata per lo Star Trek Meal consisteva in varie immagini e giochi relativi al film, nonché un adattamento a fumetti dello stesso film. Nel 1982, in occasione di una sponsorizzazione tra McDonald's e Playmobil, la società ricordò che i giocattoli potevano essere pericolosi per bambini di età inferiore ai 3 anni, mentre nel 1992 fu costretta a ritirate tutti i giocattoli dell'Happy Meal creati per l'uscita del film Batman - Il ritorno dopo le lamentele dei genitori che sostenevano che il film non fosse adatto ai bambini.

## Nomi internazionali
Per assicurarsi che il marchio sia internazionalmente riconoscibile, McDonald's attualmente utilizza il nome Happy Meal in quasi tutti i paesi in cui è presente la catena di fast food. Esistono però alcune eccezioni, come il Québec, dove il menù viene chiamato Joyeux Festin (in lingua francese festa felice), o nei paesi di lingua spagnola dove è chiamato Cajita Feliz (Scatolina felice). In Brasile il nome è McLanche Feliz (in lingua portoghese McSnack felice). Tuttavia sia in Francia che in Spagna che in Portogallo il prodotto è conosciuto semplicemente con il nome Happy Meal. In Giappone era chiamato Okosama Lunch dal 1987 al 1988, Okosama Set fino al 1995 ed infine Happy Set. La parola okosama in lingua giapponese è un modo educato per riferirsi ai bambini. In Germania l'Happy Meal è stato conosciuto col nome Juniortüte (Borsa per bambini in lingua tedesca) fino al 1999.

## Giocattoli sorpresa
Non è stato l'Happy Meal ad introdurre l'abitudine di abbinare un giocattolo ad un pasto per bambini. Esso fu introdotto dalla defunta catena Burger Chef nel 1973. In Canada, la promozione esisteva già prima della nascita del menù Happy Meal, ed era chiamata Treat of the Week, con un giocattolo differente ogni settimana, che veniva regalato ai bambini.
Inizialmente il giocattolo abbinato era un oggetto di plastica molto semplice, come un frisbee o una palla, ma col tempo si è passati a giocattoli sempre più sofisticati e ricercati, spesso legati a linee di prodotti già esistenti, come le bambole Barbie, le casette o i pupazzetti dei Puffi, i modellini Hot Wheels, i Pokémon e, in tempi più recenti, le Winx, SpongeBob e gli Squishmallows. Spesso questi giocattoli sono legati alla promozione di film cinematografici per bambini, come nel caso de Pirati dei Caraibi o Surf's Up - I re delle onde e Angry Birds - Il film.
È stata sviluppata un'applicazione ispirata alle sorprese degli Happy Meal, chiamata Happy Studio.
I giochi presenti all'interno dal 2022 sono in plastica riciclata o in carta. Nel 2024 sono tornati i giochi in plastica.